# 小島瑞
小島 瑞（こじま みづ、1921年〈大正10年〉11月25日 - 1995年〈平成7年〉9月22日）は、日本の病理学者、医師。医学博士。福島県立医科大学名誉教授。元筑波大学医学専門学群副群長、元水戸済生会総合病院顧問。

## 略歴
新潟県佐渡郡金沢村大字泉（現 佐渡市泉）出身。1938年（昭和13年）3月に新潟中学校を4年で修了（四修）、1941年（昭和16年）3月に新潟高等学校文科乙類を卒業、1944年（昭和19年）9月に新潟医科大学を半年繰り上げ卒業。
太平洋戦争に海軍軍医として応召、海軍軍医学校で終戦、1946年（昭和21年）1月に復員、2月に新潟医科大学病理学教室（担任：赤崎兼義教授）に入室、1950年（昭和25年）1月に新潟大学から医学博士号を取得。
1952年（昭和27年）10月に福島県立医科大学病理学教室講師に就任、1954年（昭和29年）8月に東北大学医学部病理学・病理解剖学第二講座（担任：赤崎兼義教授）助教授に就任。
1959年（昭和34年）8月から1960年（昭和35年）11月まで、アメリカ合衆国コネチカット州リッジフィールドのニューイングランド医学研究所 (New England Institute for Medical Research) に留学。
1960年（昭和35年）12月に福島県立医科大学病理学第一講座教授に就任、1979年（昭和54年）4月に筑波大学基礎医学系病理教授に就任、1980年（昭和55年）6月に筑波大学医学専門学群副群長に就任。
1985年（昭和60年）3月に筑波大学を定年退官、5月に東京女子医科大学客員教授に就任、水戸済生会総合病院顧問に就任、1987年（昭和62年）3月に東京女子医科大学を退職、1989年（平成元年）に福島県立医科大学名誉教授の称号を受称。
1995年（平成7年）9月22日午後8時13分に水戸済生会総合病院で胸部大動脈瘤破裂のため死去、73歳没。

## 研究
網内系と網内系疾患についての研究で知られた。

## 栄典・表彰
- 1957年（昭和32年）00 0 00 - 東北大学医学部奨学賞金賞「炎症の細胞病理学的研究」[5]
- 1977年（昭和52年）00 0 00 - 第9回内藤記念科学振興賞「細網内皮系統の細胞病理学的研究」[6]
- 1995年（平成07年）9月22日 - 正四位・勲三等旭日中綬章[7]

## 著作物

### 著書
- 『先天性網内系疾患』高橋潔[共著]、文光堂、1974年。
- 『マクロファージ』野本亀久雄・ほか[共著]、畔柳武雄・大高裕一・松橋直[編]、田村昇・矢田純一[編集協力]、医学書院〈新免疫学叢書 11〉、1983年。

### 編書
- 『新分類による 悪性リンパ腫アトラス』飯島宗一・花岡正男・須知泰山[共編]、菊池昌弘・難波紘二・三方淳男・毛利昇・森茂郎・若狭治毅[著]、文光堂、1981年。
- 『悪性リンパ腫の細胞病理』赤塚弘道・ほか[著]、近代出版、1984年。
- 『マクロファージとその周辺 分化・動員・機能の多様性とその調節』斎藤和久・花岡正男[共編]、羊土社、1985年。
- 『リンパ節の病理』文光堂、1985年。

### 論文
- CiNii収録論文 - CiNii